# فندق جراند كمبينسكي جبال تاترا العالية

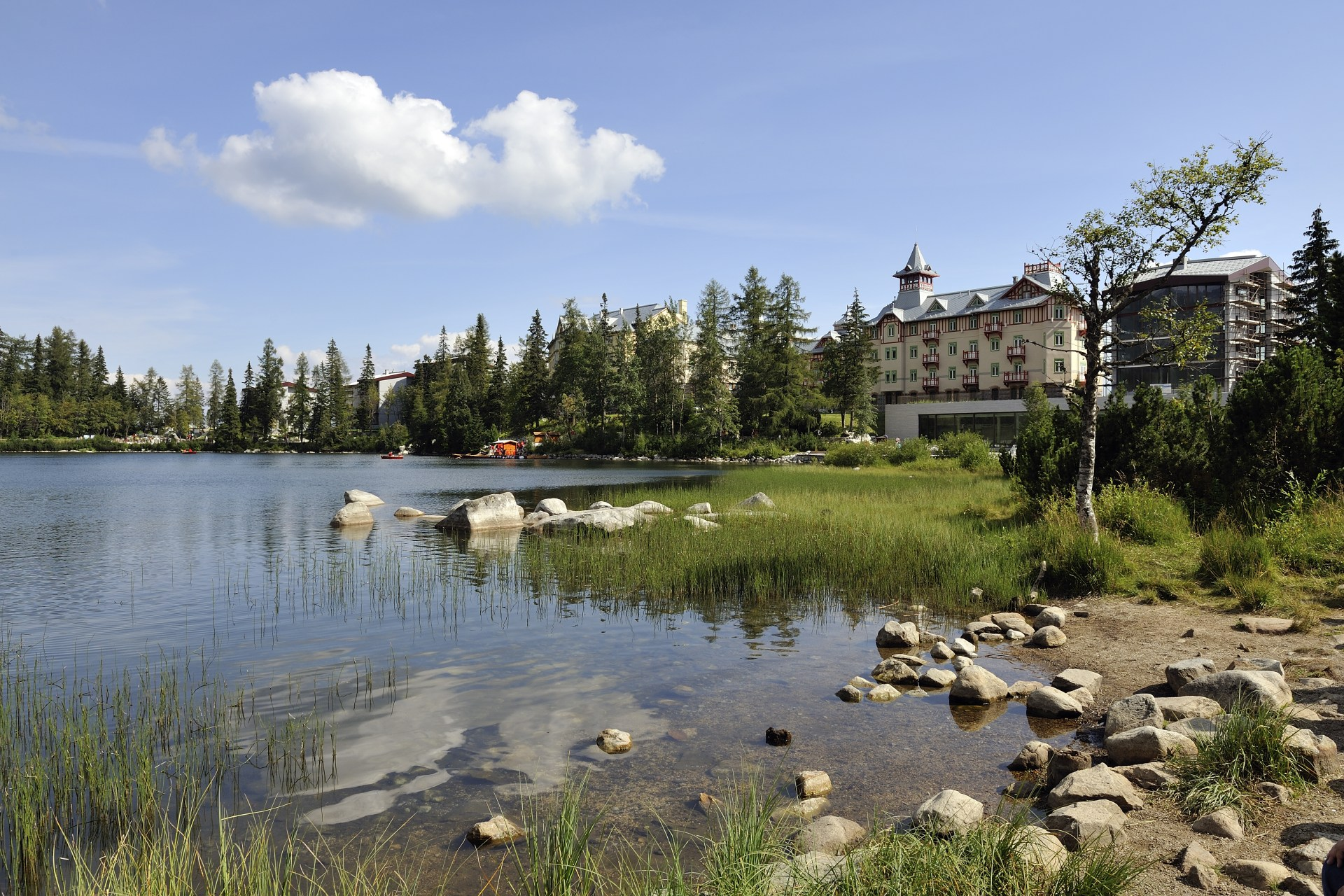
منظر للفندق كما يرى من شتربكسي بليسو

فندق جراند كمبينسكي جبال تاترا العالية هو فندق 5 نجوم يدار من قبل سلسلة فنادق كمبنسكي. ويقع على ضفاف شتربكسي بليسو في جبال تاترا العالية، سلوفاكيا.
افتتح الفندق رسمياً في مايو 2009 بعد ترميميات بمبلغ 42 مليون يورو. لمجمع منزلي منتجعي. يحتوي الفندق على 98 غرفة و أجنحة (يتضمن الفئة الملكية و فئة شهر العسل) و يحتوي أيضاً على منتجع.

## الموقع
يقع الفندق في منطقة القريبة من بحيرة ألبيني، وهي مرتفعة 1،351 متر (4432 قدم) عن سطح البحر